# Cilycwm
Cilycwm (en anglais) ou Cil-y-cwm (en gallois) est une communauté du Carmarthenshire, au pays de Galles.
Au recensement de 2011, elle comptait 487 habitants.